# Terry Erwin
Terry Lee Erwin (St. Helena (Californië), 1 december 1940 – 11 mei 2020) was een Amerikaans entomoloog.

## Biografie
Terry Lee Erwin studeerde aan de Universiteit van Alberta in Edmonton en behaalde een bachelordiploma in 1963 en een master's degree in 1966. Hij verdiepte zich vooral in kevers (coleoptera). Zijn proefschrift was: A Reclassification of Bombardier Beetles and a Taxonomic Revision of the North and Middle American Species (Carabidae: Brachinida).
Erwin ging werken bij het Smithsonian Institution en is vooral bekend geworden door zijn controversiële schatting van het aantal diersoorten op aarde. Hij schatte het aantal soorten op 30 miljoen. Hoewel dit cijfer vandaag de dag wordt geschat op tussen de acht en tien miljoen, zijn biologen het er allemaal over eens dat het aantal benoemde soorten een zeer klein gedeelte van het werkelijke aantal bestaande soorten moet zijn. Erwin kwam tot zijn conclusie na experimenten in Panama, Brazilië en Peru waarbij een gehele boom met een insectendodend gas werd behandeld en alle vergaste insecten onder de boom werden opgevangen op een zeil. Hij deed dit alleen bij de boomsoort Luehea seemannii en herhaalde dit enkele jaren. 80 procent van de ingezamelde soorten werden nooit geïdentificeerd maar hij vond 1200 soorten kevers die in deze bomen leefden, 163 daarvan komen alleen op deze boomsoort voor. Er zijn ongeveer 50.000 soorten bomen in de tropen en kevers maken 40 procent uit van de insecten en verwante dieren. Hij beschreef honderden soorten die nieuw waren voor de wetenschap, zoals Agra schwarzeneggeri, vernoemd naar Arnold Schwarzenegger. Het loopkevergeslacht Erwiniana is naar hem vernoemd. 
Van 1973 tot 1975 was Erwin secretaris van de Society of Systematic Biologists. Hij was ook hoofdredacteur van ZooKeys. Terry Lee Erwin overleed in 2020 op 79-jarige leeftijd.

## Enkele publicaties
- 1966 - A Reclassification of Bombardier Beetles and a Taxonomic Revision of the North and Middle American Species (Carabidae: Brachinida).
- 1982 - Tropical Forests: Their Richness in Coleoptera and Other Arthropod Species in The Coleopterists Bulletin.
- 1983 - Tropical Forest Canopies: Last Biotic Frontier in Bulletin of the Entomological Society of America.
- 1983 - Beetles and other arthropods of the tropical forest canopies at Manaus, Brasil, sampled with insecticidal fogging techniques in Tropical Rain Forests: Ecology and Management.

- Bibsys: 90505958
- Biblioteca Nacional de España: XX1259103
- Bibliothèque nationale de France: cb162559827 (data)
- CiNii: DA07091693
- Gemeinsame Normdatei: 103792486X
- International Standard Name Identifier: 0000 0001 1074 7835
- Library of Congress Control Number: n50008972
- Nationale Bibliotheek van Tsjechië: uk2008425135
- Nationale Bibliotheek van Israël: 987007327659705171
- Nationale en Universitaire bibliotheek Zagreb: 000105254
- Nederlandse Thesaurus van Auteursnamen: 07297642X
- ORCID: 0000-0002-9510-3197
- Réseau des bibliothèques de Suisse occidentale: 02-A003221507
- Système universitaire de documentation: 120765519
- Semantic Scholar: 2128105
- Virtual International Authority File: 85255961
- WorldCat: E39PBJgH7C69JwgrfWQBd9BXVC